# Lijst van soorten zaag- of zeebaarzen
Deze lijst bevat de geslachten en soorten van de vissenfamilie zaag- of zeebaarzen (Serranidae), gesorteerd op geslacht:
- Acanthistius
  - Acanthistius brasilianus, Argentijnse zeebaars Cuvier, 1828
  - Acanthistius cinctus Günther, 1859
  - Acanthistius fuscus Regan, 1913
  - Acanthistius ocellatus Günther, 1859
  - Acanthistius pardalotus Hutchins, 1981
  - Acanthistius patachonicus Jenyns, 1840
  - Acanthistius paxtoni Hutchins & Kuiter, 1982
  - Acanthistius pictus Tschudi, 1846
  - Acanthistius sebastoides Castelnau, 1861
  - Acanthistius serratus Cuvier, 1828
  - Aethaloperca rogaa Forsskål, 1775
- Geslacht Alphestes
  - Alphestes afer Bloch, 1793
  - Alphestes immaculatus Breder, 1936
  - Alphestes multiguttatus Günther, 1867
- Geslacht Anatolanthias
  - Anatolanthias apiomycter Anderson, Parin & Randall, 1990
- Geslacht Anthias
  - Anthias anthias, Vlaggenbaarsje Linnaeus, 1758
  - Anthias asperilinguis Günther, 1859
  - Anthias cyprinoides Katayama & Amaoka, 1986
  - Anthias helenensis Katayama & Amaoka, 1986
  - Anthias menezesi Anderson & Heemstra, 1980
  - Anthias nicholsi Firth, 1933
  - Anthias noeli Anderson & Baldwin, 2000
  - Anthias salmopunctatus Lubbock & Edwards, 1981
  - Anthias tenuis Nichols, 1920
  - Anthias woodsi Anderson & Heemstra, 1980
- Geslacht Anyperodon
  - Anyperodon leucogrammicus Valenciennes, 1828
- Geslacht Aporops
  - Aporops bilinearis Schultz, 1943
- Geslacht Aulacocephalus
  - Aulacocephalus temminckii Bleeker, 1854
- Geslacht Bathyanthias
  - Bathyanthias cubensis Schultz, 1958
  - Bathyanthias mexicanus Schultz, 1958
  - Bathyanthias roseus Günther, 1880
- Geslacht Belonoperca
  - Belonoperca chabanaudi Fowler & Bean, 1930
  - Belonoperca pylei Baldwin & Smith, 1998
- Geslacht Bullisichthys
  - Bullisichthys caribbaeus Rivas, 1971
- Geslacht Caesioperc
  - Caesioperca lepidoptera Forster, 1801
  - Caesioperca rasor Richardson, 1839
- Geslacht Caesioscorpis
  - Caesioscorpis theagenes Whitley, 1945
- Geslacht Caprodon
  - Caprodon krasyukovae Kharin, 1983
  - Caprodon longimanus Günther, 1859
  - Caprodon schlegelii Günther, 1859
- Geslacht Centropristis
  - Centropristis fuscula Poey, 1861
  - Centropristis ocyurus Jordan & Evermann, 1887
  - Centropristis philadelphica Linnaeus, 1758
  - Centropristis rufus Cuvier, 1829
  - Centropristis striata, Zwarte zeebaars Linnaeus, 1758
- Geslacht Cephalopholis
  - Cephalopholis aitha Randall & Heemstra, 1991
  - Cephalopholis argus Bloch & Schneider, 1801
  - Cephalopholis aurantia Valenciennes, 1828
  - Cephalopholis boenak Bloch, 1790
  - Cephalopholis cruentata, Bloedrode juweelbaars Lacépède, 1802
  - Cephalopholis cyanostigma Valenciennes, 1828
  - Cephalopholis formosa Shaw, 1812
  - Cephalopholis fulva Linnaeus, 1758
  - Cephalopholis hemistiktos Rüppell, 1830
  - Cephalopholis igarashiensis Katayama, 1957
  - Cephalopholis leopardus Lacépède, 1801
  - Cephalopholis microprion Bleeker, 1852
  - Cephalopholis miniata, Rode koraalbaars Forsskål, 1775
  - Cephalopholis nigri Günther, 1859
  - Cephalopholis oligosticta Randall & Ben-Tuvia, 1983
  - Cephalopholis panamensis Steindachner, 1877
  - Cephalopholis polleni Bleeker, 1868
  - Cephalopholis polyspila Randall & Satapoomin, 2000
  - Cephalopholis sexmaculata Rüppell, 1830
  - Cephalopholis sonnerati Valenciennes, 1828
  - Cephalopholis spiloparaea Valenciennes, 1828
  - Cephalopholis taeniops Valenciennes, 1828
  - Cephalopholis urodeta Forster, 1801
- Geslacht Chelidoperca
  - Chelidoperca hirundinacea Valenciennes, 1831
  - Chelidoperca investigatoris Alcock, 1890
  - Chelidoperca lecromi Fourmanoir, 1982
  - Chelidoperca margaritifera Weber, 1913
  - Chelidoperca pleurospilus Günther, 1880
- Geslacht Cratinus
  - Cratinus agassizii Steindachner, 1878
- Geslacht Cromileptes
  - Cromileptes altivelis Valenciennes, 1828
- Geslacht Dactylanthias
  - Dactylanthias aplodactylus Bleeker, 1858
- Geslacht Dermatolepis
  - Dermatolepis dermatolepis Boulenger, 1895
  - Dermatolepis inermis Valenciennes, 1833
  - Dermatolepis striolata Playfair, 1867
- Geslacht Diplectrum
  - Diplectrum bivittatum Valenciennes, 1828
  - Diplectrum conceptione Valenciennes, 1828
  - Diplectrum eumelum Rosenblatt & Johnson, 1974
  - Diplectrum euryplectrum Jordan & Bollman, 1890
  - Diplectrum formosum Linnaeus, 1766
  - Diplectrum labarum Rosenblatt & Johnson, 1974
  - Diplectrum macropoma Günther, 1864
  - Diplectrum maximum Hildebrand, 1946
  - Diplectrum pacificum Meek & Hildebrand, 1925
  - Diplectrum radiale Quoy & Gaimard, 1824
  - Diplectrum rostrum Bortone, 1974
  - Diplectrum sciurus Gilbert, 1892
- Geslacht Diploprion
  - Diploprion bifasciatum Cuvier, 1828
  - Diploprion drachi Roux-Estève, 1955
- Geslacht Epinephelides
  - Epinephelides armatus Castelnau, 1875
- Geslacht Epinephelus
  - Epinephelus acanthistius Gilbert, 1892
  - Epinephelus adscensionis, Katvis Osbeck, 1765
  - Epinephelus aeneus, Witte zaagbaars Geoffroy Saint-Hilaire, 1817
  - Epinephelus akaara Temminck & Schlegel, 1842
  - Epinephelus albomarginatus Boulenger, 1903
  - Epinephelus amblycephalus Bleeker, 1857
  - Epinephelus analogus Gill, 1863
  - Epinephelus andersoni Boulenger, 1903
  - Epinephelus areolatus Forsskål, 1775
  - Epinephelus awoara Temminck & Schlegel, 1842
  - Epinephelus bilobatus Randall & Allen, 1987
  - Epinephelus bleekeri Vaillant, 1878
  - Epinephelus bontoides Bleeker, 1855
  - Epinephelus bruneus Bloch, 1793
  - Epinephelus caninus Valenciennes, 1843
  - Epinephelus chabaudi Castelnau, 1861
  - Epinephelus chlorocephalus Valenciennes, 1830
  - Epinephelus chlorostigma Valenciennes, 1828
  - Epinephelus cifuentesi Lavenberg & Grove, 1993
  - Epinephelus clippertonensis Allen & Robertson, 1999
  - Epinephelus coeruleopunctatus Bloch, 1790
  - Epinephelus coioides Hamilton, 1822
  - Epinephelus corallicola Valenciennes, 1828
  - Epinephelus costae Steindachner, 1878
  - Epinephelus cyanopodus Richardson, 1846
  - Epinephelus daemelii Günther, 1876
  - Epinephelus darwinensis Randall & Heemstra, 1991
  - Epinephelus diacanthus Valenciennes, 1828
  - Epinephelus drummondhayi Goode & Bean, 1878
  - Epinephelus epistictus Temminck & Schlegel, 1842
  - Epinephelus ergastularius Whitley, 1930
  - Epinephelus erythrurus Valenciennes, 1828
  - Epinephelus exsul Fowler, 1944
  - Epinephelus fasciatomaculosus Peters, 1865
  - Epinephelus fasciatus Forsskål, 1775
  - Epinephelus faveatus Valenciennes, 1828
  - Epinephelus flavocaeruleus Lacépède, 1802
  - Epinephelus flavolimbatus Poey, 1865
  - Epinephelus fuscoguttatus Forsskål, 1775
  - Epinephelus gabriellae Randall & Heemstra, 1991
  - Epinephelus goreensis Valenciennes, 1830
  - Epinephelus guttatus, Rode katvis Linnaeus, 1758
  - Epinephelus haifensis Ben-Tuvia, 1953
  - Epinephelus heniochus Fowler, 1904
  - Epinephelus hexagonatus Forster, 1801
  - Epinephelus howlandi Günther, 1873
  - Epinephelus indistinctus Randall & Heemstra, 1991
  - Epinephelus irroratus Forster, 1801
  - Epinephelus itajara, Itajara Lichtenstein, 1822
  - Epinephelus labriformis Jenyns, 1840
  - Epinephelus lanceolatus, Reuzenbaars Bloch, 1790
  - Epinephelus latifasciatus Temminck & Schlegel, 1842
  - Epinephelus lebretonianus Hombron & Jacquinot, 1853
  - Epinephelus longispinis Kner, 1864
  - Epinephelus macrospilos Bleeker, 1855
  - Epinephelus maculatus Bloch, 1790
  - Epinephelus magniscuttis Postel, Fourmanoir & Guézé, 1963
  - Epinephelus malabaricus Bloch & Schneider, 1801
  - Epinephelus marginatus, Bruine tandbaars Lowe, 1834
  - Epinephelus melanostigma Schultz, 1953
  - Epinephelus merra Bloch, 1793
  - Epinephelus miliaris Valenciennes, 1830
  - Epinephelus morio, Rode tandbaars Valenciennes, 1828
  - Epinephelus morrhua Valenciennes, 1833
  - Epinephelus multinotatus Peters, 1876
  - Epinephelus mystacinus Poey, 1852
  - Epinephelus nigritus, Joodvis Holbrook, 1855
  - Epinephelus niphobles Gilbert & Starks, 1897
  - Epinephelus niveatus Valenciennes, 1828
  - Epinephelus octofasciatus Griffin, 1926
  - Epinephelus ongus Bloch, 1790
  - Epinephelus perplexus Randall, Hoese & Last, 1991
  - Epinephelus poecilonotus Temminck & Schlegel, 1842
  - Epinephelus polylepis Randall & Heemstra, 1991
  - Epinephelus polyphekadion Bleeker, 1849
  - Epinephelus polystigma Bleeker, 1853
  - Epinephelus posteli Fourmanoir & Crosnier, 1964
  - Epinephelus quernus Seale, 1901
  - Epinephelus quoyanus Valenciennes, 1830
  - Epinephelus radiatus Day, 1868
  - Epinephelus retouti Bleeker, 1868
  - Epinephelus rivulatus Valenciennes, 1830
  - Epinephelus septemfasciatus Thunberg, 1793
  - Epinephelus sexfasciatus Valenciennes, 1828
  - Epinephelus socialis Günther, 1873
  - Epinephelus spilotoceps Schultz, 1953
  - Epinephelus stictus Randall & Allen, 1987
  - Epinephelus stoliczkae Day, 1875
  - Epinephelus striatus, Jacob Peper Bloch, 1792
  - Epinephelus suborbitalis Amaoka & Randall, 1990
  - Epinephelus summana Forsskål, 1775
  - Epinephelus tauvina Forsskål, 1775
  - Epinephelus timorensis Randall & Allen, 1987
  - Epinephelus trimaculatus Valenciennes, 1828
  - Epinephelus trophis Randall & Allen, 1987
  - Epinephelus tuamotuensis Fourmanoir, 1971
  - Epinephelus tukula Morgans, 1959
  - Epinephelus undulatostriatus Peters, 1866
  - Epinephelus undulosus Quoy & Gaimard, 1824
- Geslacht Giganthias
  - Giganthias immaculatus Katayama, 1954
- Geslacht Gonioplectrus
  - Gonioplectrus hispanus Cuvier, 1828
- Geslacht Gracila
  - Gracila albomarginata Fowler & Bean, 1930
- Geslacht Grammistes
  - Grammistes sexlineatus Thunberg, 1792
- Geslacht Grammistops
  - Grammistops ocellatus Schultz, 1953
- Geslacht Hemanthias
  - Hemanthias aureorubens Longley, 1935
  - Hemanthias leptus Ginsburg, 1952
  - Hemanthias peruanus Steindachner, 1875
  - Hemanthias signifer Garman, 1899
  - Hemanthias vivanus Jordan & Swain, 1885
- Geslacht Hemilutjanus
  - Hemilutjanus macrophthalmos Tschudi, 1846
- Geslacht Holanthias
  - Holanthias borbonius Valenciennes, 1828
  - Holanthias caudalis Trunov, 1976
  - Holanthias caudicinctus Heemstra & Randall, 1986
  - Holanthias chrysostictus Günther, 1872
  - Holanthias flagris Yoshino & Araga, 1975
  - Holanthias fronticinctus Günther, 1868
  - Holanthias  kingyo Kon, Yoshino & Sakurai, 2000
  - Holanthias natalensis Fowler, 1925
  - Holanthias rhodopeplus Günther, 1872
  - Holanthias tapui Randall, Maugé & Plessis, 1979
  - Holanthias unimaculatus Tanaka, 1917
- Geslacht Hypoplectrodes
  - Hypoplectrodes annulatus Günther, 1859
  - Hypoplectrodes cardinalis Allen & Randall, 1990
  - Hypoplectrodes huntii Hector, 1875
  - Hypoplectrodes jamesoni Ogilby, 1908
  - Hypoplectrodes maccullochi Whitley, 1929
  - Hypoplectrodes nigroruber Cuvier, 1828
  - Hypoplectrodes semicinctum Valenciennes, 1833
  - Hypoplectrodes wilsoni Allen & Moyer, 1980
- Geslacht Hypoplectrus
  - Hypoplectrus aberrans Poey, 1868
  - Hypoplectrus chlorurus Cuvier, 1828
  - Hypoplectrus gemma Goode & Bean, 1882
  - Hypoplectrus gummigutta Poey, 1851
  - Hypoplectrus guttavarius Poey, 1852
  - Hypoplectrus indigo Poey, 1851
  - Hypoplectrus nigricans Poey, 1852
  - Hypoplectrus providencianus Acero P. & Garzón-Ferreira, 1994
  - Hypoplectrus puella Cuvier, 1828
  - Hypoplectrus unicolor Walbaum, 1792
- Geslacht Jeboehlkia
  - Jeboehlkia gladifer Robins, 1967
- Geslacht Lepidoperca
  - Lepidoperca aurantia Roberts, 1989
  - Lepidoperca brochata Katayama & Fujii, 1982
  - Lepidoperca coatsii Regan, 1913
  - Lepidoperca filamenta Roberts, 1987
  - Lepidoperca inornata Regan, 1914
  - Lepidoperca magna Katayama & Fujii, 1982
  - Lepidoperca occidentalis Whitley, 1951
  - Lepidoperca pulchella Waite, 1899
  - Lepidoperca tasmanica Norman, 1937
- Geslacht Liopropoma
  - Liopropoma aberrans Poey, 1860
  - Liopropoma africanum Smith, 1954
  - Liopropoma aragai Randall & Taylor, 1988
  - Liopropoma aurora Jordan & Evermann, 1903
  - Liopropoma carmabi Randall, 1963
  - Liopropoma collettei Randall & Taylor, 1988
  - Liopropoma danae Kotthaus, 1970
  - Liopropoma dorsoluteum Kon, Yoshino & Sakurai, 1999
  - Liopropoma erythraeum Randall & Taylor, 1988
  - Liopropoma eukrines Starck & Courtenay, 1962
  - Liopropoma fasciatum Bussing, 1980
  - Liopropoma flavidum Randall & Taylor, 1988
  - Liopropoma incomptum Randall & Taylor, 1988
  - Liopropoma japonicum Döderlein, 1883
  - Liopropoma latifasciatum Tanaka, 1922
  - Liopropoma lemniscatum Randall & Taylor, 1988
  - Liopropoma longilepis Garman, 1899
  - Liopropoma lunulatum Guichenot, 1863
  - Liopropoma maculatum Döderlein, 1883
  - Liopropoma mitratum Lubbock & Randall, 1978
  - Liopropoma mowbrayi Woods & Kanazawa, 1951
  - Liopropoma multilineatum Randall & Taylor, 1988
  - Liopropoma pallidum Fowler, 1938
  - Liopropoma rubre Poey, 1861
  - Liopropoma susumi Jordan & Seale, 1906
  - Liopropoma swalesi Fowler & Bean, 1930
  - Liopropoma tonstrinum Randall & Taylor, 1988
- Geslacht Luzonichthys
  - Luzonichthys earlei Randall, 1981
  - Luzonichthys microlepis Smith, 1955
  - Luzonichthys taeniatus Randall & McCosker, 1992
  - Luzonichthys waitei Fowler, 1931
  - Luzonichthys whitleyi Smith, 1955
  - Luzonichthys williamsi Randall & McCosker, 1992
- Geslacht Mycteroperca
  - Mycteroperca acutirostris Valenciennes, 1828
  - Mycteroperca bonaci Poey, 1860
  - Mycteroperca cidi Cervigón, 1966
  - Mycteroperca fusca Lowe, 1838
  - Mycteroperca interstitialis Poey, 1860
  - Mycteroperca jordani Jenkins & Evermann, 1889
  - Mycteroperca microlepis Goode & Bean, 1879
  - Mycteroperca olfax Jenyns, 1840
  - Mycteroperca phenax Jordan & Swain, 1884
  - Mycteroperca prionura Rosenblatt & Zahuranec, 1967
  - Mycteroperca rosacea Streets, 1877
  - Mycteroperca rubra Bloch, 1793
  - Mycteroperca tigris Valenciennes, 1833
  - Mycteroperca venenosa Linnaeus, 1758
  - Mycteroperca xenarcha Jordan, 1888
- Geslacht Nemanthias
  - Nemanthias carberryi Smith, 1954
- Geslacht Niphon
  - Niphon spinosus Cuvier, 1828
- Geslacht Odontanthias
  - Odontanthias dorsomaculatus Katayama & Yamamoto, 1986
  - Odontanthias elizabethae Fowler, 1923
  - Odontanthias fuscipinnis Jenkins, 1901
- Geslacht Othos
  - Othos dentex Cuvier, 1828
- Geslacht Paralabrax
  - Paralabrax albomaculatus Jenyns, 1840
  - Paralabrax auroguttatus Walford, 1936
  - Paralabrax callaensis Starks, 1906
  - Paralabrax clathratus Girard, 1854
  - Paralabrax dewegeri Metzelaar, 1919
  - Paralabrax humeralis Valenciennes, 1828
  - Paralabrax loro Walford, 1936
  - Paralabrax maculatofasciatus Steindachner, 1868
  - Paralabrax nebulifer Girard, 1854
  - Paralabrax semifasciatus Guichenot, 1848
- Geslacht Paranthias
  - Paranthias colonus Valenciennes, 1846
  - Paranthias furcifer Valenciennes, 1828
- Geslacht Parasphyraenops
  - Parasphyraenops atrimanus Bean, 1912
  - Parasphyraenops incisus Colin, 1978
- Geslacht Planctanthias
  - Planctanthias longifilis Trunov, 1976
- Geslacht Plectranthias
  - Plectranthias alleni Randall, 1980
  - Plectranthias altipinnatus Katayama & Masuda, 1980
  - Plectranthias anthioides Günther, 1872
  - Plectranthias bauchotae Randall, 1980
  - Plectranthias bilaticlavia Paulin & Roberts, 1987
  - Plectranthias cirrhitoides Randall, 1980
  - Plectranthias exsul Heemstra & Anderson, 1983
  - Plectranthias fijiensis Raj & Seeto, 1983
  - Plectranthias foresti Fourmanoir, 1977
  - Plectranthias fourmanoiri Randall, 1980
  - Plectranthias gardineri Regan, 1908
  - Plectranthias garrupellus Robins & Starck, 1961
  - Plectranthias helenae Randall, 1980
  - Plectranthias inermis Randall, 1980
  - Plectranthias intermedius Kotthaus, 1973
  - Plectranthias japonicus Steindachner, 1883
  - Plectranthias jothyi Randall, 1996
  - Plectranthias kamii Randall, 1980
  - Plectranthias kelloggi Jordan & Evermann, 1903
  - Plectranthias klausewitzi Zajonz, 2006
  - Plectranthias knappi Randall, 1996
  - Plectranthias lasti Randall & Hoese, 1995
  - Plectranthias longimanus Weber, 1913
  - Plectranthias maculicauda Regan, 1914
  - Plectranthias maugei Randall, 1980
  - Plectranthias megalepis Günther, 1880
  - Plectranthias megalophthalmus Fourmanoir & Randall, 1979
  - Plectranthias morgansi Smith, 1961
  - Plectranthias nanus Randall, 1980
  - Plectranthias pallidus Randall & Hoese, 1995
  - Plectranthias parini Anderson & Randall, 1991
  - Plectranthias pelicieri Randall & Shimizu, 1994
  - Plectranthias randalli Fourmanoir & Rivaton, 1980
  - Plectranthias retrofasciatus Fourmanoir & Randall, 1979
  - Plectranthias robertsi Randall & Hoese, 1995
  - Plectranthias rubrifasciatus Fourmanoir & Randall, 1979
  - Plectranthias sagamiensis Katayama, 1964
  - Plectranthias sheni Chen & Shao, 2002
  - Plectranthias taylori Randall, 1980
  - Plectranthias vexillarius Randall, 1980
  - Plectranthias wheeleri Randall, 1980
  - Plectranthias whiteheadi Randall, 1980
  - Plectranthias winniensis Tyler, 1966
  - Plectranthias yamakawai Yoshino, 1972
- Geslacht Plectropomus
  - Plectropomus areolatus Rüppell, 1830
  - Plectropomus laevis Lacépède, 1801
  - Plectropomus leopardus Lacépède, 1802
  - Plectropomus maculatus Bloch, 1790
  - Plectropomus oligacanthus Bleeker, 1854
  - Plectropomus pessuliferus Fowler, 1904
  - Plectropomus punctatus Quoy & Gaimard, 1824
- Geslacht Pogonoperca
  - Pogonoperca ocellata Günther, 1859
  - Pogonoperca punctata Valenciennes, 1830
- Geslacht Pronotogrammus
  - Pronotogrammus eos Gilbert, 1890
  - Pronotogrammus martinicensis Guichenot, 1868
  - Pronotogrammus multifasciatus Gill, 1863
- Geslacht Pseudanthias
  - Pseudanthias albofasciatus Fowler & Bean, 1930
  - Pseudanthias aurulentus Randall & McCosker, 1982
  - Pseudanthias bartlettorum Randall & Lubbock, 1981
  - Pseudanthias bicolor Randall, 1979
  - Pseudanthias bimaculatus Smith, 1955
  - Pseudanthias caesiopercula Whitley, 1951
  - Pseudanthias calloura Ida & Sakaue, 2001
  - Pseudanthias carlsoni Randall & Pyle, 2001
  - Pseudanthias caudalis Kamohara & Katayama, 1959
  - Pseudanthias cichlops Bleeker, 1853
  - Pseudanthias connelli Heemstra & Randall, 1986
  - Pseudanthias conspicuus Heemstra, 1973
  - Pseudanthias cooperi Regan, 1902
  - Pseudanthias dispar Herre, 1955
  - Pseudanthias elongatus Franz, 1910
  - Pseudanthias engelhardi Allen & Starck, 1982
  - Pseudanthias evansi Smith, 1954
  - Pseudanthias fasciatus Kamohara, 1954
  - Pseudanthias flavicauda Randall & Pyle, 2001
  - Pseudanthias flavoguttatus Katayama & Masuda, 1980
  - Pseudanthias fucinus Randall & Ralston, 1985
  - Pseudanthias georgei Allen, 1976
  - Pseudanthias heemstrai Schuhmacher, Krupp & Randall, 1989
  - Pseudanthias hiva Randall & Pyle, 2001
  - Pseudanthias huchtii Bleeker, 1857
  - Pseudanthias hutomoi Allen & Burhanuddin, 1976
  - Pseudanthias hypselosoma Bleeker, 1878
  - Pseudanthias ignitus Randall & Lubbock, 1981
  - Pseudanthias kashiwae Tanaka, 1918
  - Pseudanthias leucozonus Katayama & Masuda, 1982
  - Pseudanthias lori Lubbock & Randall, 1976
  - Pseudanthias lunulatus Kotthaus, 1973
  - Pseudanthias luzonensis Katayama & Masuda, 1983
  - Pseudanthias manadensis Bleeker, 1856
  - Pseudanthias marcia Randall & Hoover, 1993
  - Pseudanthias mooreanus Herre, 1935
  - Pseudanthias nobilis Franz, 1910
  - Pseudanthias olivaceus Randall & McCosker, 1982
  - Pseudanthias parvirostris Randall & Lubbock, 1981
  - Pseudanthias pascalus Jordan & Tanaka, 1927
  - Pseudanthias pictilis Randall & Allen, 1978
  - Pseudanthias pleurotaenia Bleeker, 1857
  - Pseudanthias privitera Randall & Pyle, 2001
  - Pseudanthias pulcherrimus Heemstra & Randall, 1986
  - Pseudanthias randalli Lubbock & Allen, 1978
  - Pseudanthias regalis Randall & Lubbock, 1981
  - Pseudanthias rubrizonatus Randall, 1983
  - Pseudanthias rubrolineatus Fourmanoir & Rivaton, 1979
  - Pseudanthias sheni Randall & Allen, 1989
  - Pseudanthias smithvanizi Randall & Lubbock, 1981
  - Pseudanthias squamipinnis Peters, 1855
  - Pseudanthias taeniatus Klunzinger, 1884
  - Pseudanthias taira Schmidt, 1931
  - Pseudanthias thompsoni Fowler, 1923
  - Pseudanthias townsendi Boulenger, 1897
  - Pseudanthias truncatus Katayama & Masuda, 1983
  - Pseudanthias tuka Herre & Montalban, 1927
  - Pseudanthias venator Snyder, 1911
  - Pseudanthias ventralis hawaiiensis Randall, 1979
  - Pseudanthias ventralis ventralis Randall, 1979
  - Pseudanthias xanthomaculatus Fourmanoir & Rivaton, 1979
- Geslacht Pseudogramma
  - Pseudogramma astigmum Randall & Baldwin, 1997
  - Pseudogramma australis Randall & Baldwin, 1997
  - Pseudogramma axelrodi Allen & Robertson, 1995
  - Pseudogramma erythreum Randall & Baldwin, 1997
  - Pseudogramma gregoryi Breder, 1927
  - Pseudogramma guineensis Norman, 1935
  - Pseudogramma megamycterum Randall & Baldwin, 1997
  - Pseudogramma pectoralis Randall & Baldwin, 1997
  - Pseudogramma polyacanthum Bleeker, 1856
  - Pseudogramma thaumasium Gilbert, 1900
  - Pseudogramma xanthum Randall, Baldwin & Williams, 2002
- Geslacht Rabaulichthys
  - Rabaulichthys altipinnis Allen, 1984
  - Rabaulichthys stigmaticus Randall & Pyle, 1989
  - Rabaulichthys suzukii Masuda & Randall, 2001
- Geslacht Rainfordia
  - Rainfordia opercularis McCulloch, 1923
- Geslacht Rypticus
  - Rypticus bicolor Valenciennes, 1846
  - Rypticus bistrispinus Mitchill, 1818
  - Rypticus bornoi Beebe & Tee-Van, 1928
  - Rypticus courtenayi McCarthy, 1979
  - Rypticus maculatus Holbrook, 1855
  - Rypticus nigripinnis Gill, 1861
  - Rypticus randalli Courtenay, 1967
  - Rypticus saponaceus Bloch & Schneider, 1801
  - Rypticus subbifrenatus Gill, 1861
- Geslacht Sacura
  - Sacura boulengeri Heemstra, 1973
  - Sacura margaritacea Hilgendorf, 1879
  - Sacura parva Heemstra & Randall, 1979
  - Sacura speciosa Heemstra & Randall, 1979
- Geslacht Saloptia
  - Saloptia powelli Smith, 1964
- Geslacht Schultzea
  - Schultzea beta Hildebrand, 1940
- Geslacht Selenanthias
  - Selenanthias analis Tanaka, 1918
  - Selenanthias barroi Fourmanoir, 1982
  - Selenanthias myersi Randall, 1995
- Geslacht Serraniculus
  - Serraniculus pumilio Ginsburg, 1952
- Geslacht Serranocirrhitus
  - Serranocirrhitus latus Watanabe, 1949
- Geslacht Serranus
  - Serranus accraensis Norman, 1931
  - Serranus aequidens Gilbert, 1890
  - Serranus africanus Cadenat, 1960
  - Serranus annularis Günther, 1880
  - Serranus atricauda Günther, 1874
  - Serranus atrobranchus Cuvier, 1829
  - Serranus auriga Cuvier, 1829
  - Serranus baldwini Evermann & Marsh, 1899
  - Serranus cabrilla Linnaeus, 1758
  - Serranus chionaraia Robins & Starck, 1961
  - Serranus fasciatus Jenyns, 1840
  - Serranus flaviventris Cuvier, 1829
  - Serranus hepatus Linnaeus, 1758
  - Serranus heterurus Cadenat, 1937
  - Serranus huascarii Steindachner, 1900
  - Serranus luciopercanus Poey, 1852
  - Serranus maytagi Robins & Starck, 1961
  - Serranus notospilus Longley, 1935
  - Serranus novemcinctus Kner, 1864
  - Serranus phoebe Poey, 1851
  - Serranus psittacinus Valenciennes, 1846
  - Serranus sanctaehelenae Boulenger, 1895
  - Serranus scriba Linnaeus, 1758
  - Serranus socorroensis Allen & Robertson, 1992
  - Serranus stilbostigma Jordan & Bollman, 1890
  - Serranus subligarius Cope, 1870
  - Serranus tabacarius Cuvier, 1829
  - Serranus tigrinus Bloch, 1790
  - Serranus tortugarum Longley, 1935
- Geslacht Suttonia
  - Suttonia lineata Gosline, 1960
  - Suttonia suttoni Smith, 1953
- Geslacht Tosana
  - Tosana niwae Smith & Pope, 1906
- Geslacht Tosanoides
  - Tosanoides filamentosus Kamohara, 1953
  - Tosanoides flavofasciatus Katayama & Masuda, 1980
- Geslacht Trachypoma
  - Trachypoma macracanthus Günther, 1859
- Geslacht Triso
  - Triso dermopterus Temminck & Schlegel, 1842
- Geslacht Variola
  - Variola albimarginata Baissac, 1953
  - Variola louti Forsskål, 1775

## Referentie
- FishBase : Ed. Rainer Froese and Daniel Pauly. Versie december 2007. N.p.: FishBase, 2007.